# 上原彩子 (ゴルファー)
上原 彩子（うえはら あやこ、1983年12月22日 - ）は、沖縄県那覇市出身の日本の女子プロゴルファー。所属はモスフードサービス。実姉はトライアスロン選手の千葉ちはる、義兄（ちはるの夫）は同じくトライアスロン選手の千葉智雄。

## 略歴
おかやま山陽高等学校卒業。
12歳でゴルフを始める。
アマチュア時代の主な成績として、1998年「日本ジュニアゴルフ選手権競技」（女子12歳〜14歳の部）優勝、2002年「日本女子アマチュアゴルフ選手権競技」優勝等があり、2000年から2002年まではJGAナショナルチーム入りを果たしている。
また1999年には「ダイキンオーキッドレディスゴルフトーナメント」のアマチュア選手権大会に優勝している。
2003年からTPD単年登録者として（呼称は当時、後述のプロテスト合格までの間）日本女子プロゴルフ協会（JLPGA）ツアーにプロとして参戦。同年10月の「日本女子オープンゴルフ選手権競技」では3位タイになる。
2004年JLPGA最終プロテストに進出しトップ合格。JLPGA76期生となる。同年ステップ・アップ・ツアー「ヴァーナルカップ」において下部ツアーながらプロ初優勝を果たす。
2005年はJLPGAツアー「カトキチクイーンズゴルフトーナメント」2位等があり、年間獲得賞金ランキング（賞金ランク）46位で自身初のシード入り。
2006年は賞金ランク35位、2007年は賞金ランク25位。
2008年4月のJLPGAツアー「フジサンケイレディスクラシック」同ツアー初勝利、同年は自身最高額となる¥63,308,049を稼ぎ賞金ランク14位。
2009年3月のJLPGAツアー「ヨコハマタイヤゴルフトーナメント PRGRレディスカップ」で同ツアー2勝目。同年は自身最高位となる賞金ランク12位となった。
2010年は賞金ランク16位。
2011年7月のJLPGAツアー「日医工女子オープンゴルフトーナメント」で同ツアー3勝目、賞金ランク16位。同年の7月25日付女子ゴルフ世界ランキングで自身最高位となる41位にランクされた。
2012年は賞金ランク26位で、この年まで8年連続賞金シードを獲得した。同年全米女子プロゴルフ協会（USLPGA）のQTを受験し3位で通過した。
2013年はJLPGAツアー14試合出場で、賞金ランク53位。同年は並行してUSLPGAツアー参戦、6月の「NWアーカンソー選手権」最終日17番ホールでホールインワンを達成した。最終的に16試合に出場し、賞金ランク58位。
2014年からUSLPGAツアーに本格参戦、同年は賞金ランク64位、2015年は賞金ランク79位。
2016年8月のUSLPGAツアー「カナディアンパシフィック女子オープン」3日目の11番ホール、最終日の8番ホールで共にホールインワンを達成、1大会で2度のホールインワンは同ツアー史上4人目の快挙となった。同年は賞金ランク78位。
同年11月11日のJLPGAツアー「伊藤園レディスゴルフトーナメント」において、自身の勘違いから68罰打を科せられる前代未聞の事態が起きた。初日のスコアは「141」(69オーバー)となり、18ホールの同ツアー史上ワーストストロークを記録した。
2017年は賞金ランク60位。
2018年4月のUSLPGAツアー「ANAインスピレーション」で同ツアーメジャー大会の自身最高位となる8位でフィニッシュ、最終的に賞金ランク63位。

## 人物
- 小学校時代にサッカーをしていて、元日本代表の我那覇和樹と同じチームだった。